# Гембиці (Зеленогурський повіт)
Гембиці (пол. Gębice) — село в Польщі, у гміні Тшебехув Зеленогурського повіту Любуського воєводства.
Населення — 56 осіб (2011).
У 1975-1998 роках село належало до Зеленогурського воєводства.

## Демографія
Демографічна структура станом на 31 березня 2011 року:
|          | Загалом | Допрацездатний вік | Працездатний вік | Постпрацездатний вік |
| -------- | ------- | ------------------ | ---------------- | -------------------- |
| Чоловіки | 33      | 7                  | 24               | 2                    |
| Жінки    | 23      | 6                  | 12               | 5                    |
| Разом    | 56      | 13                 | 36               | 7                    |